# Герб комуни Гуддінге
Герб комуни Гуддінге (швед. Huddinge kommunvapen) — символ шведської адміністративно-територіальної одиниці місцевого самоврядування комуни Гуддінге.

## Історія
Герб було розроблено для ландскомуни Гуддінге. Отримав королівське затвердження 1947 року.    
Після адміністративно-територіальної реформи, проведеної в Швеції на початку 1970-х років, муніципальні герби стали використовуватися лишень комунами. Цей герб був перебраний для нової комуни Гуддінге.
Герб комуни офіційно зареєстровано 1974 року.

## Опис (блазон)
У золотому полі на синьому тригорбі стоять чорні скошені колоди, на вершку яких горить червоне вогняне полум’я.

## Зміст
Сюжет герба представляє давню систему попередження, яка за переказами була на горі Вікінгів у Ворбю.